# Jambu (Mlonggo)
Jambu is een bestuurslaag in het regentschap Jepara van de provincie Midden-Java, Indonesië. Jambu telt 11.248 inwoners (volkstelling 2010).